# 文竈駅
文竈駅（ぶんそうえき、閩南語:bûn- tsàu tsām）は、中華人民共和国福建省廈門市思明区湖浜中路と嘉禾路の交差点の北側にある、廈門軌道交通1号線の駅である。

## 歴史
- 2017年12月31日1号線の駅として開業。

## 駅構造

### のりば
| 番線 | 路線              | 方面                                | 行先        |
| ---- | ----------------- | ----------------------------------- | ----------- |
|      | 廈門軌道交通1号線 | 烏石浦・火炬園・官任・廈門北駅 方面 | 岩内 行き   |
|      | 廈門軌道交通1号線 | 将軍祠・中山公園・鎮海路 方面       | 鎮海路 行き |

## 隣の駅
廈門軌道交通
■1号線
将軍祠駅 - 文竈駅 - 湖浜東路駅